# Glaphyrus oxypterus
Glaphyrus oxypterus is een keversoort uit de familie Glaphyridae. De wetenschappelijke naam van de soort is voor het eerst geldig gepubliceerd werd in 1771 door Pallas.